# 周慕文
周慕文（1912年2月15日—1988年12月27日）。遼寧省遼陽縣人。民國37年（1948年）在遼寧省選區當選第一屆立法委員。

## 生平[1][2][3][4][5][6]
- 國立東北大學英文系畢業
- 中央組織部視察、交通科長
- 教育部青年復學就業輔導委員會組長
- 教育部戰區教育指導委員會委員
- 教育部東北教育復員輔導委員會委員兼執行秘書
- 教育部瀋陽輔導處主任
- 教育部瀋陽師資訓練所主任
- 民國77年12月27日病逝[7]